# Seututie 663
Pour les articles homonymes, voir Route 663.
La route régionale 663 (finnois : Seututie 663) est une route régionale allant de Kristiinankaupunki jusqu'à Kauhajoki en Finlande,,.

## Présentation
La seututie 257 est une route régionale d'Ostrobotnie et d'Ostrobotnie du Sud.
À Kristiinankaupunki, elle croise la ligne Seinäjoki–Kaskinen